# Балтимор Рейвенс

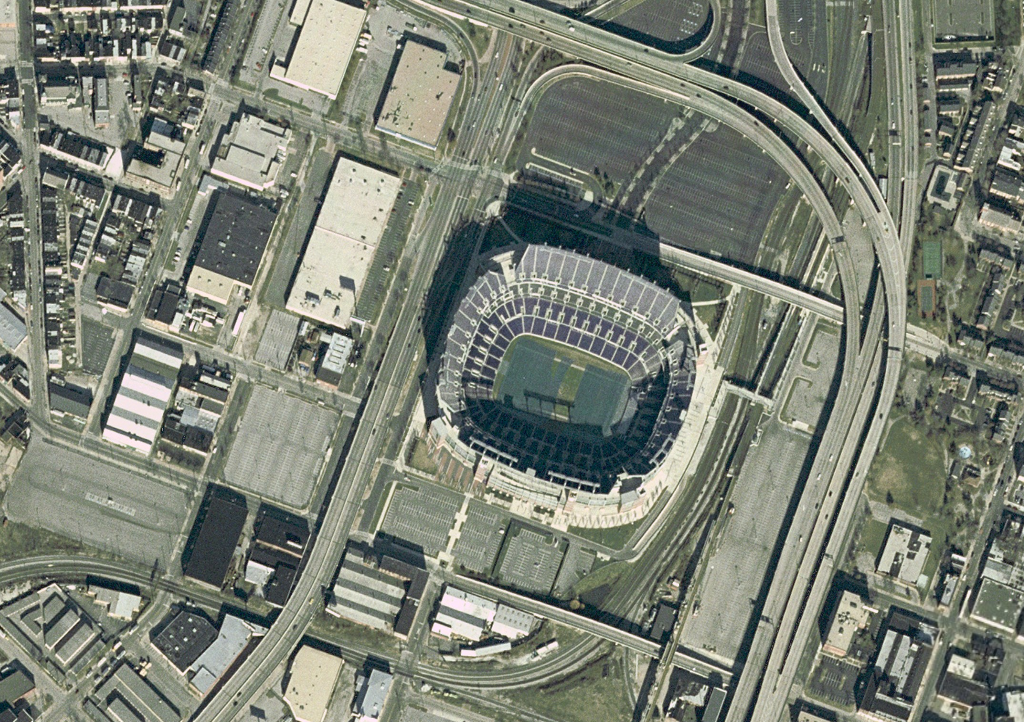
M&T Банк Стадіум

«Ба́лтимор Рейвенс» (англ. Baltimore Ravens) заснована у 1996 професійна команда з американського футболу розташована в місті Балтимор в штаті Меріленд. Команда є членом Північного дивізіону, Американської футбольної конференції, Національної футбольної ліги.
Домашнім полем для «Рейвенс» є M&T Bank Стедіум в Балтимор, Меріленд.
«Рейвенс» двічі виграли Супербол (чемпіонат Американського футболу) (англ. AFC-NFC Super Bowl) у 2000 та 2012 роках.